# ドンタコス
ドンタコスは、湖池屋が製造販売するトルティーヤ・チップスで同社の登録商標（第4971807号ほか）。トウモロコシを植物油で揚げて作られている。1994年の発売以来、30年以上続いているロングセラー商品でもある。

## 商品ラインナップ

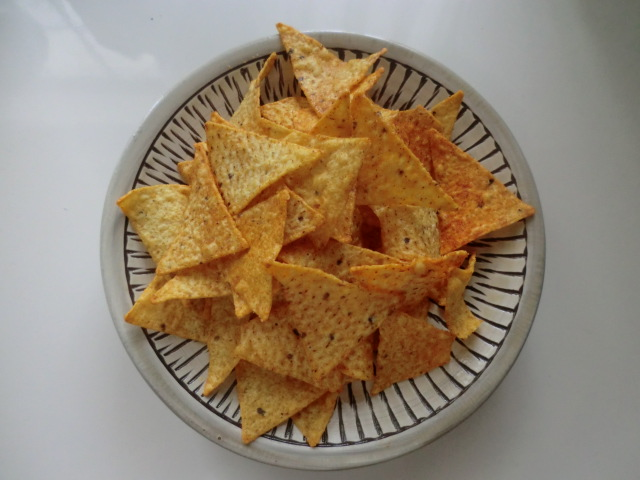
ホットミートソース味

- チリチリタコス味 - 肉、野菜味にメキシカンチリソースの味を加えたタコス風の味。
- 焼きとうもろこし味 - 北海道産スイートコーンの甘味に醤油風味を加えた味。
- ブラックペッパー味 - 黒胡椒を使用。2009年7月発売[1]。
- ペッパーソルト味 - 塩と胡椒を組み合わせた味。コンビニ限定販売。
- ホットミートソース味 - トマトや玉ねぎの野菜の甘みにミートソースを加えた味。
- てりやきチキン味 - 2014年1月発売[2]

過去にはチーズ味もあった（1995年7月発売）。他にもナチョチーズ味やうすしお味、マイルドオニオン味(サワークリームオニオン味)、ゴールデンコンソメ味等も存在した。

## キャラクター・CM
ドンタコスには「ドンタコスおじさん」というオリジナルのキャラクターが存在する。ひげと真っ赤なソンブレロが目印。1994年、発売当初のTVCMは湖池屋初の海外ロケが敢行され、「ドンタコスったらドンタコス」と繰り返し唱えながらソンブレロをかぶったメキシコ風の服装の男性2人がツーステップで行進するというもの。佐藤雅彦による16ミリフィルム作品であり、同年、ACC賞を受賞。その後、女性も登場する「セニョリータ篇」など、幾つかのバージョンが作られた。歌っているのは、佐藤の関わりが多い栗原正己。
また、同社商品のポップナウのCMもドンタコスと似たように「ポップナウったらポップナウ」と繰り返し唱えながら、日本人がツーステップで行進するものである。

## コラボレーション
ニチフリ食品から「ドンタコスふりかけ」という名称のふりかけが販売されている。ドンタコス・チリタコス味のイメージをふりかけにしたもの。